# Ngasinan (Kaliwiro)
Ngasinan is een bestuurslaag in het regentschap Wonosobo van de provincie Midden-Java, Indonesië. Ngasinan telt 656 inwoners (volkstelling 2010).